# Котело, Вальдемар
Вальдемар Котело (исп. Waldemar Cotelo; род. 12 марта 1964) — уругвайский легкоатлет, специалист по бегу на длинные дистанции, кроссу и марафону. Выступал на профессиональном уровне в 1990—2003 годах, чемпион Южноамериканских игр, бронзовый призёр чемпионата Южной Америки, победитель и призёр ряда крупных международных стартов на шоссе, участник летних Олимпийских игр в Атланте.

## Биография
Вальдемар Котело родился 12 марта 1964 года.
Первого серьёзного успеха в лёгкой атлетике на международном уровне добился в сезоне 1990 года, когда вошёл в состав уругвайской сборной и выступил на Южноамериканских играх в Лиме, где с результатом 2:18:47 превзошёл всех соперников в зачёте марафона и завоевал золотую награду.
В 1991 году с личным рекордом 2:16:56 одержал победу на марафоне в Санта-Розе, финишировал девятым в марафонской гонке на Панамериканских играх в Гаване.
В 1992 году бежал 10 000 метров на иберо-американском чемпионате в Севилье, в конечном счёте сошёл с дистанции.
В 1994 году в беге на 10 000 метров финишировал пятым на иберо-американском чемпионате в Мар-дель-Плате, стал седьмым на Буэнос-Айресском марафоне.
В 1995 году в дисциплине 10 000 метров выиграл бронзовую медаль на чемпионате Южной Америки в Манаусе.
Благодаря череде удачных выступлений в 1996 году удостоился права защищать честь страны на летних Олимпийских играх в Атланте — в программе марафона показал время 2:28:50, расположившись в итоговом протоколе соревнований на 79-й строке.
После некоторого перерыва в 2001 году Котело возобновил спортивную карьеру, занял 19-е место на южноамериканском кроссовом чемпионате в Рио-де-Жанейро и на Кубке Южной Америки по марафону в Сан-Паулу, был шестым на домашнем иберо-американском чемпионате в Монтевидео, превзошёл всех соперников на марафоне в Мар-дель-Плате.
В 2002 году с результатом 2:26:06 выиграл домашний марафон в Монтевидео.
В 2003 году победил на полумарафоне в Кармело и на марафоне в Монтевидео.